# Ipomoea rupicola
Ipomoea rupicola är en vindeväxtart som beskrevs av Homer Doliver House. Ipomoea rupicola ingår i släktet praktvindor, och familjen vindeväxter. Inga underarter finns listade i Catalogue of Life.